# Dream Team del Pallone d'oro
Il Dream Team del Pallone d'oro è la formazione composta dai migliori undici calciatori della storia scelta da France Football. I calciatori candidati sono stati scelti tra quelli in attività dal 1956 al 2020, ovvero dall'anno in cui per la prima volta è stato assegnato il Pallone d'oro. La proclamazione dei vincitori per ciascun ruolo è avvenuta il 14 dicembre 2020.

## Format
Dopo aver annunciato di non assegnare il Pallone d'oro per l'edizione 2020, la rivista francese annuncia ad ottobre di voler assegnare un premio speciale per i migliori calciatori, ruolo per ruolo, ad aver solcato un campo da calcio dalla metà degli anni '50 in poi (ovvero nel periodo di assegnazione del Pallone d'oro). La redazione si è occupata di redigere 11 liste: una per ruolo, ciascuna con 10 nomi di giocatori, ritirati o ancora in attività, che si sono distinti per il loro talento e la loro classe, senza guardare ai premi vinti da ciascuno e pertanto scegliendo anche giocatori mai figurati tra i vincitori del Pallone d'oro ed escludendone alcuni. Le liste di candidati sono state sottoposte al giudizio di 140 elettori designati, ciascuno dei quali ha indicato un quintetto di propri favoriti (assegnando rispettivamente 6 punti al primo, 4 al secondo, 3 al terzo, 2 al quarto e 1 al quinto) per ciascun ruolo.

## Candidati
Le liste di candidati sono state rese pubbliche a partire dal 5 ottobre 2020, fino alla pubblicazione delle ultime liste il 19 ottobre. Il modulo scelto per la formazione finale è il 3-4-3 con la particolarità di avere, nella linea difensiva, un difensore centrale e due terzini. La linea dei 4 centrocampisti è formata da due centrocampisti difensivi e due centrocampisti offensivi mentre ad affiancare il centravanti nella linea offensiva vi sono due ali. Il Brasile è il paese con il maggior numero di candidature (20 atleti), davanti a Italia (16), Germania (13) e Paesi Bassi (12).
(*) Statistiche sulle presenze aggiornate al momento della premiazione
In corsivo i calciatori nel Dream Team degli utenti

### Portiere

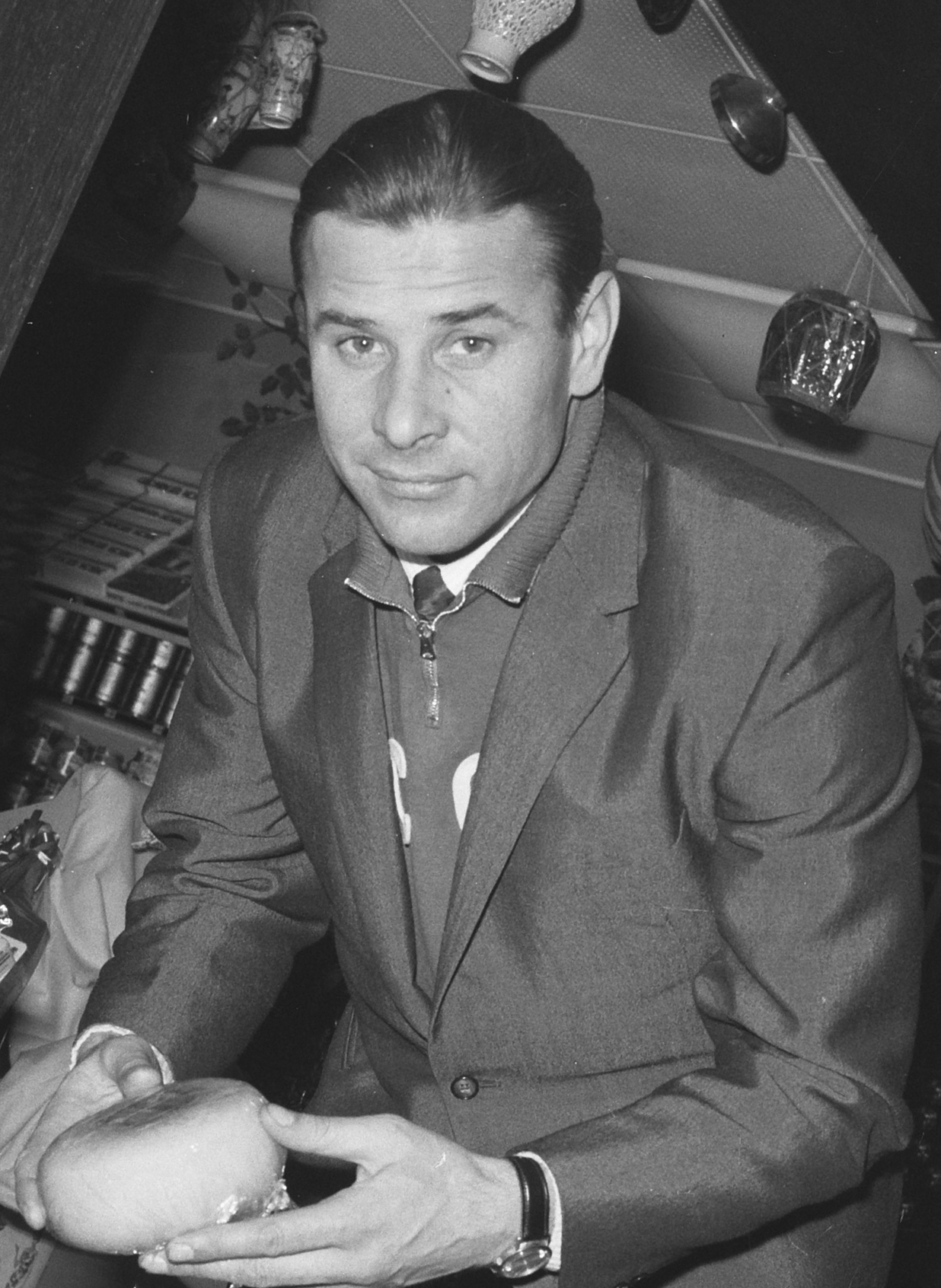
Lev Jašin, vincitore del Pallone d'oro nel 1963

Tra i portieri candidati, il solo Thomas N'Kono non è mai figurato tra i 30 finalisti del Pallone d'oro. Oltre a Lev Jašin, vincitore nel 1963, anche Dino Zoff, Gianluigi Buffon e Manuel Neuer sono finiti sul podio. Tutti i portieri in questa lista, pubblicata da France Football il 5 ottobre 2020, hanno vinto una o più competizioni con la propria nazionale, tranne Edwin van der Sar.
| Pos | Punti | Naz.                        | Giocatore        | Periodo di attività | Maggior numero di presenze per club | Miglior piazzamento al Pallone d'oro |
| --- | ----- | --------------------------- | ---------------- | ------------------- | ----------------------------------- | ------------------------------------ |
| 1   | 488   | Unione Sovietica (bandiera) | Lev Jašin        | 1950 - 1970         | Dinamo Mosca (326)                  | Vincitore nel 1963                   |
| 2   | 406   | Italia (bandiera)           | Gianluigi Buffon | 1995 - 2023         | Juventus (675*)                     | 2° nel 2006                          |
| 3   | 302   | Germania (bandiera)         | Manuel Neuer     | 2005 - in attività  | Bayern Monaco (405*)                | 3° nel 2014                          |
| 4   | 270   | Spagna (bandiera)           | Iker Casillas    | 1999 - 2019         | Real Madrid (725)                   | 4° nel 2008                          |
| 5   | 228   | Italia (bandiera)           | Dino Zoff        | 1961 - 1983         | Juventus (479)                      | 2° nel 1973                          |
| 6   | 173   | Danimarca (bandiera)        | Peter Schmeichel | 1981 - 2003         | Manchester United (398)             | 5° nel 1992                          |
| 7   | 132   | Germania (bandiera)         | Sepp Maier       | 1962 - 1979         | Bayern Monaco (651)                 | 5° nel 1975                          |
| 8   | 130   | Inghilterra (bandiera)      | Gordon Banks     | 1955 - 1978         | Leicester City (356)                | 7° nel 1972                          |
| 9   | 57    | Camerun (bandiera)          | Thomas N'Kono    | 1974 - 1997         | Espanyol (234)                      | Non iscritto                         |
| 10  | 38    | Paesi Bassi (bandiera)      | E. van der Sar   | 1991 - 2011         | Ajax (312)                          | 24° nel 2008                         |

### Terzino destro

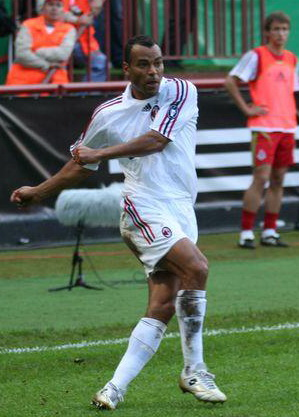
Cafu, campione del mondo nel 1994 e 2002

L'elenco dei terzini destri candidati è stato reso pubblico da France Football il 5 ottobre 2020. Tutti i candidati selezionati dalla redazione della rivista francese per il ruolo di terzino destro hanno giocato almeno una finale di Coppa del Mondo.
| Pos | Punti | Naz.                   | Giocatore        | Periodo di attività | Maggior numero di presenze per club | Miglior piazzamento al Pallone d'oro |
| --- | ----- | ---------------------- | ---------------- | ------------------- | ----------------------------------- | ------------------------------------ |
| 1   | 620   | Brasile (bandiera)     | Cafu             | 1989 - 2008         | San Paolo (255)                     | 15° nel 2002                         |
| 2   | 439   | Brasile (bandiera)     | Carlos Alberto   | 1963 - 1981         | Santos (445)                        | Non iscritto                         |
| 3   | 332   | Germania (bandiera)    | Philipp Lahm     | 2002 - 2017         | Bayern Monaco (517)                 | 6° nel 2014                          |
| 4   | 275   | Francia (bandiera)     | Lilian Thuram    | 1991 - 2008         | Parma (228)                         | 7° nel 1998                          |
| 5   | 154   | Brasile (bandiera)     | Djalma Santos    | 1948 - 1970         | Palmeiras (498)                     | Non iscritto                         |
| 6   | 133   | Germania (bandiera)    | Berti Vogts      | 1965 - 1979         | Borussia Mönchengladbach (528)      | 4° nel 1975                          |
| 7   | 102   | Italia (bandiera)      | Giuseppe Bergomi | 1980 - 1999         | Inter (757)                         | -                                    |
| 8   | 97    | Italia (bandiera)      | Claudio Gentile  | 1972 - 1988         | Juventus (417)                      | -                                    |
| 9   | 49    | Germania (bandiera)    | Manfred Kaltz    | 1971 - 1990         | Amburgo (724)                       | -                                    |
| 10  | 23    | Paesi Bassi (bandiera) | Wim Suurbier     | 1964 - 1982         | Ajax (279)                          | -                                    |

### Difensore centrale

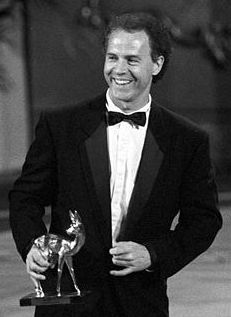
Franz Beckenbauer, vincitore del Pallone d'oro nel 1972 e 1976 e campione del mondo nel 1974

Tra i candidati al posto di difensore centrale nel Dream Team del Pallone d'oro, pubblicati il 5 ottobre 2020, ben 5 hanno raggiunto il podio del premio individuale assegnato ogni anno da France Football.
| Pos | Punti | Naz.                   | Giocatore         | Periodo di attività | Maggior numero di presenze per club | Miglior piazzamento al Pallone d'oro |
| --- | ----- | ---------------------- | ----------------- | ------------------- | ----------------------------------- | ------------------------------------ |
| 1   | 748   | Germania (bandiera)    | Franz Beckenbauer | 1964 - 1983         | Bayern Monaco (575)                 | Vincitore nel 1972, 1976             |
| 2   | 354   | Italia (bandiera)      | Franco Baresi     | 1978 - 1997         | Milan (719)                         | 2° nel 1989                          |
| 3   | 269   | Spagna (bandiera)      | Sergio Ramos      | 2004 - in attività  | Real Madrid (662*)                  | 6° nel 2017                          |
| 4   | 200   | Italia (bandiera)      | Fabio Cannavaro   | 1992 - 2011         | Parma (288)                         | Vincitore nel 2006                   |
| 5   | 178   | Inghilterra (bandiera) | Bobby Moore       | 1958 - 1978         | West Ham United (647)               | 2° nel 1970                          |
| 6   | 139   | Argentina (bandiera)   | Daniel Passarella | 1974 - 1989         | River Plate (291)                   | Non iscritto                         |
| 7   | 118   | Francia (bandiera)     | Marcel Desailly   | 1986 - 2005         | Chelsea (222)                       | 8° nel 1996                          |
| 8   | 115   | Paesi Bassi (bandiera) | Ronald Koeman     | 1980 - 1997         | Barcellona (264)                    | 5° nel 1988                          |
| 9   | 65    | Germania (bandiera)    | Matthias Sammer   | 1985 - 1998         | Borussia Dortmund (153)             | Vincitore nel 1996                   |
| 10  | 48    | Italia (bandiera)      | Gaetano Scirea    | 1972 - 1988         | Juventus (554)                      | 12° nel 1982                         |

### Terzino sinistro

Paolo Maldini, vicecampione del mondo nel 1994

I 10 terzini sinistri pubblicati il 5 ottobre 2020, ad eccezion fatta per Paul Breitner, Marcelo e Nílton Santos, hanno trascorso la loro carriera, totalmente o per una parte, in Serie A.
| Pos | Punti | Naz.                   | Giocatore          | Periodo di attività | Maggior numero di presenze per club | Miglior piazzamento al Pallone d'oro |
| --- | ----- | ---------------------- | ------------------ | ------------------- | ----------------------------------- | ------------------------------------ |
| 1   | 603   | Italia (bandiera)      | Paolo Maldini      | 1985 - 2009         | Milan (902)                         | 3° nel 1994, 2003                    |
| 2   | 562   | Brasile (bandiera)     | Roberto Carlos     | 1991 - 2015         | Real Madrid (527)                   | 2° nel 2002                          |
| 3   | 241   | Germania (bandiera)    | Paul Breitner      | 1970 - 1983         | Bayern Monaco (347)                 | 2° nel 1981                          |
| 4   | 164   | Italia (bandiera)      | Giacinto Facchetti | 1961 - 1978         | Inter (639)                         | 2° nel 1965                          |
| 5   | 151   | Germania (bandiera)    | Andreas Brehme     | 1980 - 1998         | Kaiserslautern (237)                | 3° nel 1990                          |
| 6   | 123   | Paesi Bassi (bandiera) | Ruud Krol          | 1968 - 1986         | Ajax (457)                          | 3° nel 1979                          |
| 7   | 116   | Brasile (bandiera)     | Marcelo            | 2005 - 2024         | Real Madrid (515*)                  | 16° nel 2017                         |
| 8   | 96    | Brasile (bandiera)     | Leo Júnior         | 1974 - 1993         | Flamengo (417)                      | Non iscritto                         |
| 8   | 96    | Brasile (bandiera)     | Nilton Santos      | 1948 - 1964         | Botafogo (485)                      | Non iscritto                         |
| 10  | 72    | Italia (bandiera)      | Antonio Cabrini    | 1975 - 1991         | Juventus (442)                      | 13° nel 1978                         |

### Centrocampisti difensivi

Lothar Matthäus, vincitore del Pallone d'oro nel 1990 e campione del mondo nello stesso anno

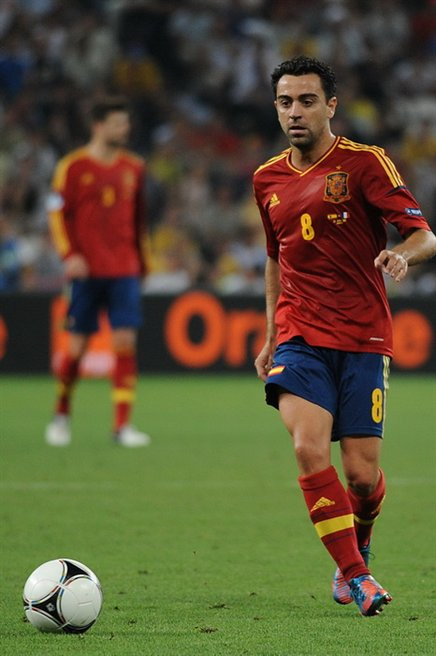
Xavi, campione del mondo nel 2010

Tra i 20 centrocampisti difensivi pubblicati da France Football il 12 ottobre 2020 figurano principalmente mediani e registi, insieme ad alcuni centrocampisti centrali. La giuria del Pallone d'oro ha scelto due giocatori da questo elenco per formare, insieme ai centrocampisti offensivi, la linea a 4 del 3-4-3.
| Pos | Punti | Naz.                   | Giocatore            | Periodo di attività | Maggior numero di presenze per club | Miglior piazzamento al Pallone d'oro |
| --- | ----- | ---------------------- | -------------------- | ------------------- | ----------------------------------- | ------------------------------------ |
| 1   | 426   | Spagna (bandiera)      | Xavi                 | 1997 - 2019         | Barcellona (767)                    | 3° nel 2009, 2010, 2011              |
| 2   | 401   | Germania (bandiera)    | Lothar Matthäus      | 1979 - 2000         | Bayern Monaco (408)                 | Vincitore nel 1990                   |
| 3   | 298   | Italia (bandiera)      | Andrea Pirlo         | 1995 - 2017         | Milan (401)                         | 5° nel 2007                          |
| 4   | 155   | Paesi Bassi (bandiera) | Frank Rijkaard       | 1980 - 1995         | Ajax (336)                          | 3° nel 1988, 1989                    |
| 5   | 125   | Paesi Bassi (bandiera) | Johan Neeskens       | 1968 - 1991         | Barcellona (181)                    | 5° nel 1974                          |
| 6   | 118   | Brasile (bandiera)     | Didi                 | 1946 - 1967         | Fluminense (150)                    | Non iscritto                         |
| 7   | 110   | Inghilterra (bandiera) | Steven Gerrard       | 1998 - 2016         | Liverpool (710)                     | 3° nel 2005                          |
| 8   | 99    | Brasile (bandiera)     | Paulo Roberto Falcão | 1973 - 1986         | Internacional (157)                 | Non iscritto                         |
| 9   | 77    | Paesi Bassi (bandiera) | Clarence Seedorf     | 1992 - 2014         | Milan (432)                         | 17° nel 1997                         |
| 10  | 55    | Argentina (bandiera)   | Fernando Redondo     | 1985 - 2004         | Real Madrid (228)                   | 18° nel 2000                         |
| 11  | 51    | Francia (bandiera)     | Jean Tigana          | 1975 - 1991         | Bordeaux (371)                      | 2° nel 1984                          |
| 12  | 45    | Spagna (bandiera)      | Sergio Busquets      | 2007 - in attività  | Barcellona (593*)                   | 20° nel 2012                         |
| 12  | 45    | Brasile (bandiera)     | Gérson               | 1959 - 1974         | Botafogo (243)                      | Non iscritto                         |
| 14  | 39    | Ungheria (bandiera)    | Josef Bozsik         | 1943 - 1962         | Honvéd (447)                        | 6° nel 1956                          |
| 15  | 38    | Spagna (bandiera)      | Xabi Alonso          | 2000 - 2017         | Real Madrid (236)                   | 10° nel 2010                         |
| 16  | 37    | Germania (bandiera)    | Bernd Schuster       | 1978 - 1997         | Barcellona (238)                    | 2° nel 1980                          |
| 17  | 32    | Rep. Ceca (bandiera)   | Josef Masopust       | 1950 - 1970         | Dukla Praga (430)                   | Vincitore nel 1962                   |
| 18  | 27    | Italia (bandiera)      | Marco Tardelli       | 1972 - 1988         | Juventus (379)                      | 15° nel 1982                         |
| 19  | 25    | Spagna (bandiera)      | Luis Suárez          | 1951 - 1973         | Inter (333)                         | Vincitore nel 1960                   |
| 20  | 21    | Spagna (bandiera)      | Josep Guardiola      | 1988 - 2006         | Barcellona (382)                    | 24° nel 1994                         |

### Centrocampisti offensivi

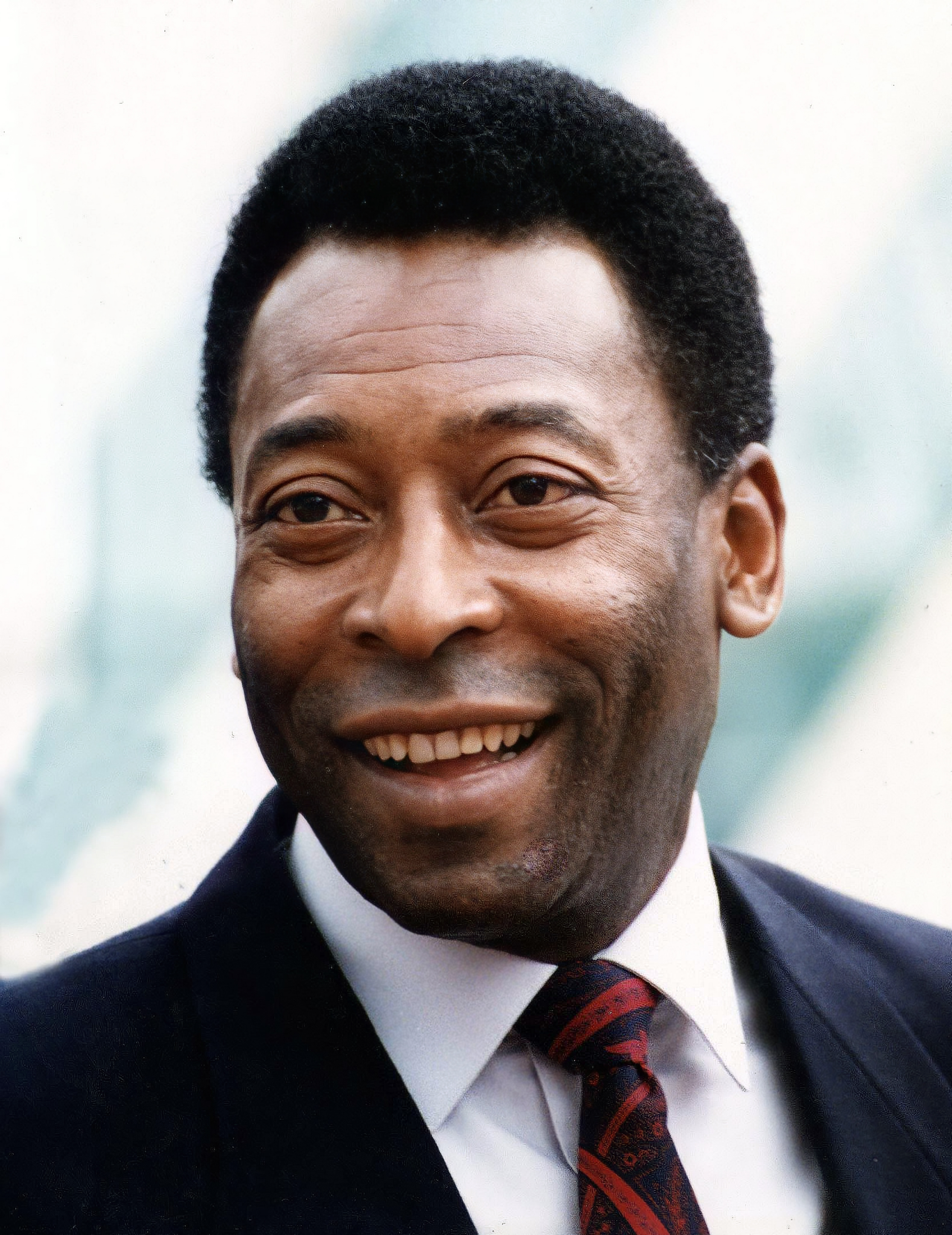
Pelé, campione del mondo nel 1958, 1962 e 1970

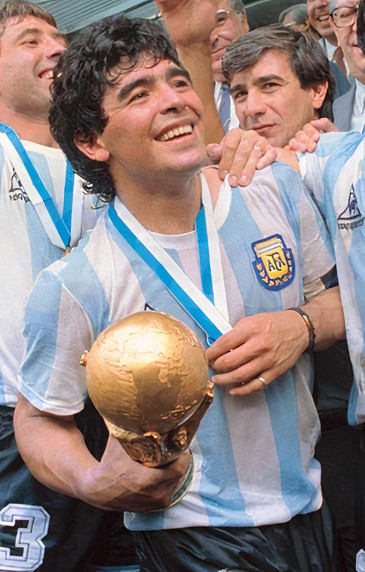
Diego Armando Maradona, campione del mondo nel 1986

Insieme a quelli difensivi viene pubblicata la lista dei 20 centrocampisti offensivi da cui prelevare i 2 che entreranno nel Dream Team. Vengono inclusi in questa categoria trequartisti e seconde punte, tra cui figurano diversi fantasisti ed esterni di centrocampo, che in tutto hanno collezionato 11 Palloni d'oro. 
| Pos | Punti | Naz.                                     | Giocatore               | Periodo di attività | Maggior numero di presenze per club | Miglior piazzamento al Pallone d'oro |
| --- | ----- | ---------------------------------------- | ----------------------- | ------------------- | ----------------------------------- | ------------------------------------ |
| 1   | 655   | Brasile (bandiera)                       | Pelé                    | 1957 - 1977         | Santos (665)                        | Non iscritto                         |
| 2   | 602   | Argentina (bandiera)                     | Diego Armando Maradona  | 1976 - 1997         | Napoli (259)                        | Non iscritto                         |
| 3   | 300   | Francia (bandiera)                       | Zinédine Zidane         | 1989 - 2006         | Real Madrid (231)                   | Vincitore nel 1998                   |
| 4   | 171   | Argentina (bandiera) · Spagna (bandiera) | Alfredo Di Stéfano      | 1945 - 1966         | Real Madrid (396)                   | Vincitore nel 1957, 1959             |
| 5   | 162   | Francia (bandiera)                       | Michel Platini          | 1973 - 1987         | Juventus (224)                      | Vincitore nel 1983, 1984, 1985       |
| 6   | 90    | Spagna (bandiera)                        | Andrés Iniesta          | 2002 - 2024         | Barcelona (674)                     | 2° nel 2010                          |
| 7   | 82    | Ungheria (bandiera)                      | Ferenc Puskás           | 1943 - 1966         | Honvéd (358)                        | 2° nel 1960                          |
| 8   | 40    | Italia (bandiera)                        | Roberto Baggio          | 1983 - 2004         | Juventus (200)                      | Vincitore nel 1993                   |
| 9   | 34    | Brasile (bandiera)                       | Zico                    | 1971 - 1994         | Flamengo (505)                      | Non iscritto                         |
| 10  | 26    | Inghilterra (bandiera)                   | Bobby Charlton          | 1956 - 1976         | Manchester United (758)             | Vincitore nel 1966                   |
| 11  | 16    | Brasile (bandiera)                       | Sócrates                | 1974 - 1989         | Corinthians (269)                   | Non iscritto                         |
| 12  | 10    | Paesi Bassi (bandiera)                   | Ruud Gullit             | 1979 - 1998         | Milan (171)                         | Vincitore nel 1987                   |
| 13  | 9     | Italia (bandiera)                        | Francesco Totti         | 1993 - 2017         | Roma (786)                          | 5° nel 2001                          |
| 14  | 6     | Romania (bandiera)                       | Gheorghe Hagi           | 1982 - 2001         | Galatasaray (192)                   | 4° nel 1994                          |
| 14  | 6     | Francia (bandiera)                       | Raymond Kopa            | 1949 - 1968         | Reims (463)                         | Vincitore nel 1958                   |
| 14  | 6     | Ungheria (bandiera)                      | László Kubala           | 1945 - 1967         | Barcellona (256)                    | 5° nel 1957                          |
| 17  | 3     | Italia (bandiera)                        | Gianni Rivera           | 1959 - 1979         | Milan (658)                         | Vincitore nel 1969                   |
| 17  | 3     | Uruguay (bandiera)                       | Juan Alberto Schiaffino | 1945 - 1962         | Peñarol (227)                       | Non iscritto                         |
| 17  | 3     | Uruguay (bandiera)                       | Enzo Francescoli        | 1980 - 1997         | River Plate (233)                   | Non iscritto                         |
| 20  | 0     | Italia (bandiera)                        | Sandro Mazzola          | 1961 - 1977         | Inter (570)                         | 2° nel 1971                          |

### Ala destra

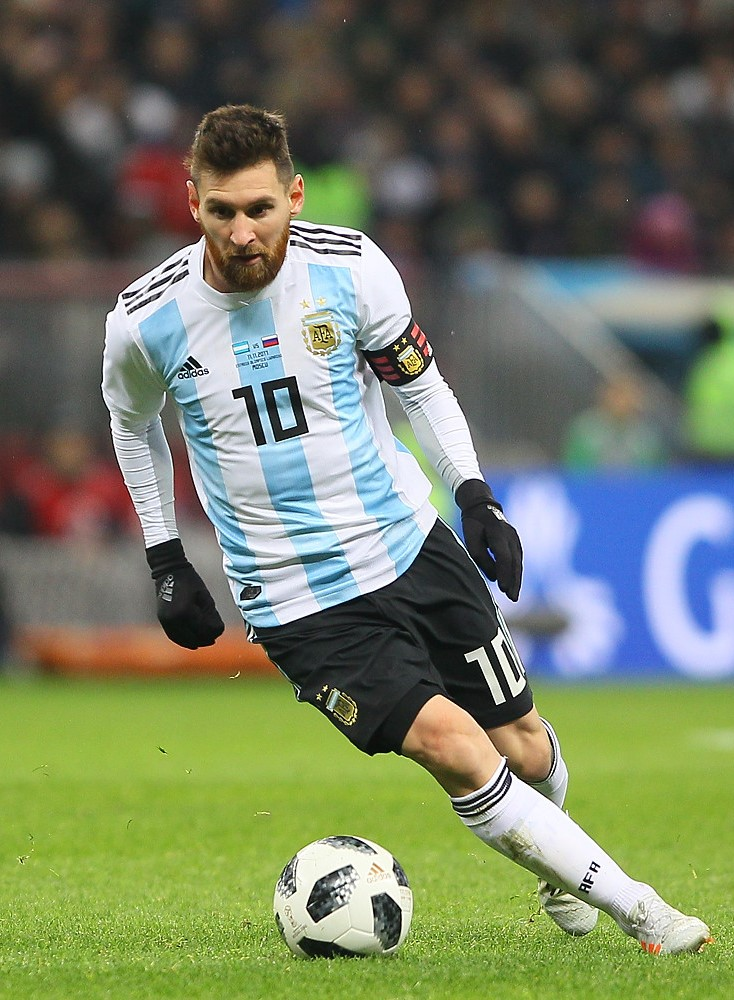
Lionel Messi, vincitore del Pallone d'oro nel 2009, 2010, 2011, 2012, 2015, 2019, 2021 e 2023 e campione del mondo nel 2022

Le 10 candidature al posto da ala destra sono state rivelate il 19 ottobre 2020. Spicca quella di Lionel Messi con 6 Palloni d'oro all'attivo al momento della candidatura (8 raggiunti nel 2023).
| Pos | Punti | Naz.                        | Giocatore        | Periodo di attività | Maggior numero di presenze per club | Miglior piazzamento al Pallone d'oro                         |
| --- | ----- | --------------------------- | ---------------- | ------------------- | ----------------------------------- | ------------------------------------------------------------ |
| 1   | 792   | Argentina (bandiera)        | Lionel Messi     | 2003 - in attività  | Barcellona (746*)                   | Vincitore nel 2009, 2010, 2011, 2012, 2015, 2019, 2021, 2023 |
| 2   | 393   | Brasile (bandiera)          | Garrincha        | 1953 - 1972         | Botafogo (325)                      | Non iscritto                                                 |
| 3   | 248   | Irlanda del Nord (bandiera) | George Best      | 1963 - 1984         | Manchester United (473)             | Vincitore nel 1968                                           |
| 4   | 176   | Portogallo (bandiera)       | Luis Figo        | 1990 - 2009         | Barcellona (249)                    | Vincitore nel 2000                                           |
| 5   | 134   | Brasile (bandiera)          | Jairzinho        | 1962 - 1983         | Botafogo (413)                      | Non iscritto                                                 |
| 6   | 124   | Camerun (bandiera)          | Samuel Eto'o     | 1997-2019           | Barcellona (199)                    | 5° nel 2009                                                  |
| 7   | 105   | Inghilterra (bandiera)      | David Beckham    | 1992 - 2013         | Manchester United (394)             | 2° nel 1999                                                  |
| 8   | 99    | Paesi Bassi (bandiera)      | Arjen Robben     | 2000 - 2021         | Bayern Monaco (309)                 | 4° nel 2014                                                  |
| 9   | 95    | Inghilterra (bandiera)      | Stanley Matthews | 1932 - 1965         | Blackpool (428)                     | Vincitore nel 1956                                           |
| 10  | 58    | Inghilterra (bandiera)      | Kevin Keegan     | 1968 - 1984         | Liverpool (321)                     | Vincitore nel 1978, 1979                                     |

### Attaccante centrale

Ronaldo, vincitore del Pallone d'oro nel 1997 e 2002 e campione del mondo nel 1994 e 2002

Insieme con l'elenco delle ali destre è stata pubblicata la lista degli attaccanti centrali candidati. Alcuni di questi non hanno ricoperto in carriera il ruolo di centravanti, ma potevano essere adattati a quello di falso nove.
| Pos | Punti | Naz.                   | Giocatore        | Periodo di attività | Maggior numero di presenze per club | Miglior piazzamento al Pallone d'oro |
| --- | ----- | ---------------------- | ---------------- | ------------------- | ----------------------------------- | ------------------------------------ |
| 1   | 576   | Brasile (bandiera)     | Ronaldo          | 1993 - 2011         | Real Madrid (177)                   | Vincitore nel 1997, 2002             |
| 2   | 562   | Paesi Bassi (bandiera) | Johan Cruijff    | 1964 - 1984         | Ajax (367)                          | Vincitore nel 1971, 1973, 1974       |
| 3   | 275   | Portogallo (bandiera)  | Eusébio          | 1957 - 1978         | Benfica (440)                       | Vincitore nel 1965                   |
| 4   | 264   | Paesi Bassi (bandiera) | Marco van Basten | 1981 - 1995         | Milan (201)                         | Vincitore nel 1988, 1989, 1992       |
| 5   | 216   | Germania (bandiera)    | Gerd Müller      | 1963 - 1982         | Bayern Monaco (612)                 | Vincitore nel 1970                   |
| 6   | 140   | Brasile (bandiera)     | Romário          | 1985 - 2009         | Vasco da Gama (350)                 | Non iscritto                         |
| 7   | 111   | Liberia (bandiera)     | George Weah      | 1987 - 2001         | Milan (147)                         | Vincitore nel 1995                   |
| 8   | 36    | Paesi Bassi (bandiera) | Dennis Bergkamp  | 1986 - 2006         | Arsenal (423)                       | 2° nel 1993                          |
| 9   | 27    | Ungheria (bandiera)    | Sándor Kocsis    | 1946 - 1966         | Barcellona (265)                    | 8° nel 1956                          |
| 10  | 17    | Scozia (bandiera)      | Kenny Dalglish   | 1969 - 1990         | Liverpool (502)                     | 2° nel 1983                          |

### Ala sinistra

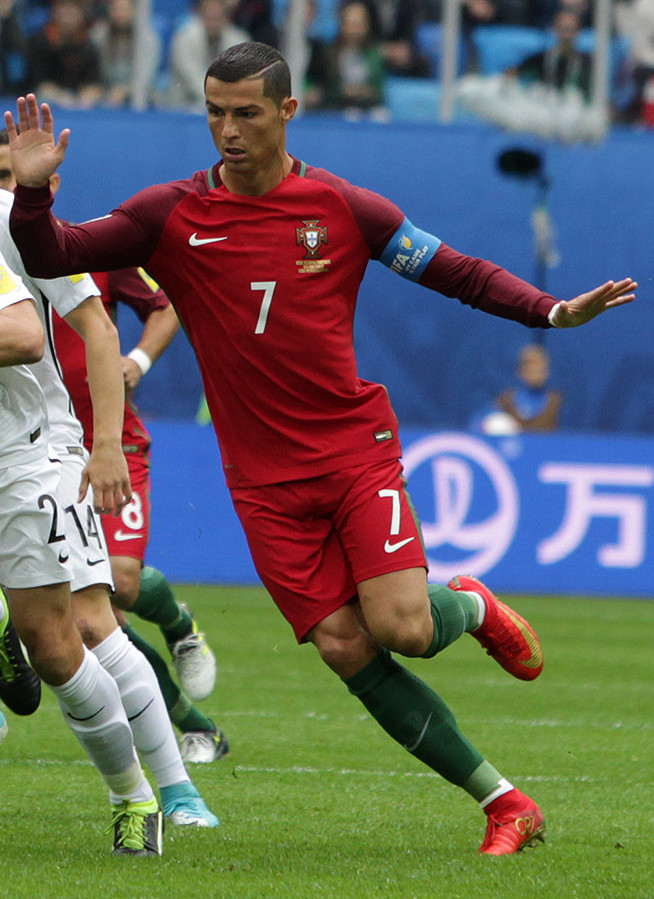
Cristiano Ronaldo, vincitore del Pallone d'oro nel 2008, 2013, 2014,
2016 e 2017

L'ultimo elenco ad essere pubblicato è quello dei candidati al ruolo di ala sinistra, il 19 ottobre 2020.
| Pos | Punti | Naz.                        | Giocatore             | Periodo di attività | Maggior numero di presenze per club | Miglior piazzamento al Pallone d'oro       |
| --- | ----- | --------------------------- | --------------------- | ------------------- | ----------------------------------- | ------------------------------------------ |
| 1   | 730   | Portogallo (bandiera)       | Cristiano Ronaldo     | 2002 - in attività  | Real Madrid (438)                   | Vincitore nel 2008, 2013, 2014, 2016, 2017 |
| 2   | 512   | Brasile (bandiera)          | Ronaldinho            | 1998 - 2015         | Barcellona (207)                    | Vincitore nel 2005                         |
| 3   | 232   | Francia (bandiera)          | Thierry Henry         | 1994 - 2014         | Arsenal (377)                       | 2° nel 2003                                |
| 4   | 210   | Germania (bandiera)         | Karl-Heinz Rummenigge | 1974 - 1989         | Bayern Monaco (422)                 | Vincitore nel 1980, 1981                   |
| 5   | 168   | Brasile (bandiera)          | Rivaldo               | 1989 - 2015         | Barcellona (235)                    | Vincitore nel 1999                         |
| 6   | 126   | Brasile (bandiera)          | Roberto Rivelino      | 1965 - 1981         | Corinthians (474)                   | Non iscritto                               |
| 7   | 86    | Bulgaria (bandiera)         | Hristo Stoičkov       | 1982 - 2003         | Barcellona (267)                    | Vincitore nel 1994                         |
| 8   | 80    | Galles (bandiera)           | Ryan Giggs            | 1991 - 2014         | Manchester United (963)             | 9° nel 1993                                |
| 9   | 73    | Unione Sovietica (bandiera) | Oleh Blochin          | 1969 - 1990         | Dinamo Kiev (585)                   | Vincitore nel 1975                         |
| 10  | 7     | Jugoslavia (bandiera)       | Dragan Džajić         | 1962 - 1978         | Stella Rossa (615)                  | 3° nel 1968                                |

## Dream Team
I giocatori scelti per ogni ruolo dalla giuria del Pallone d'oro sono stati svelati il 14 dicembre 2020.
| Ruolo              | Naz.                        | Giocatore              | Periodo di attività | Maggior numero di presenze per club | Miglior piazzamento al Pallone d'oro                         |
| ------------------ | --------------------------- | ---------------------- | ------------------- | ----------------------------------- | ------------------------------------------------------------ |
| Portiere           | Unione Sovietica (bandiera) | Lev Jašin              | 1950 - 1970         | Dinamo Mosca (358)                  | Vincitore nel 1963                                           |
| Terzino destro     | Brasile (bandiera)          | Cafu                   | 1989 - 2008         | Roma (218)                          | 15° nel 2002                                                 |
| Difensore centrale | Germania (bandiera)         | Franz Beckenbauer      | 1964 - 1983         | Bayern Monaco (582)                 | Vincitore nel 1972, 1976                                     |
| Terzino sinistro   | Italia (bandiera)           | Paolo Maldini          | 1985 - 2009         | Milan (902)                         | 3° nel 1994, 2003                                            |
| Cen. difensivo     | Germania (bandiera)         | Lothar Matthäus        | 1979 - 2000         | Bayern Monaco (408)                 | Vincitore nel 1990                                           |
| Cen. difensivo     | Spagna (bandiera)           | Xavi                   | 1997 - 2019         | Barcellona (767)                    | 3° nel 2009, 2010, 2011                                      |
| Cen. offensivo     | Brasile (bandiera)          | Pelé                   | 1957 - 1977         | Santos (660)                        | Non iscritto                                                 |
| Cen. offensivo     | Argentina (bandiera)        | Diego Armando Maradona | 1976 - 1997         | Napoli (259)                        | Non iscritto                                                 |
| Ala destra         | Argentina (bandiera)        | Lionel Messi           | 2003 - in attività  | Barcellona (778)                    | Vincitore nel 2009, 2010, 2011, 2012, 2015, 2019, 2021, 2023 |
| Centravanti        | Brasile (bandiera)          | Ronaldo                | 1993 - 2011         | Real Madrid (177)                   | Vincitore nel 1997, 2002                                     |
| Ala sinistra       | Portogallo (bandiera)       | Cristiano Ronaldo      | 2002 - in attività  | Real Madrid (438)                   | Vincitore nel 2008, 2013, 2014, 2016, 2017                   |

## Altre formazioni premiate
Nelle ore successive alla pubblicazione degli 11 giocatori del Dream Team, France Football ha reso pubbliche, attraverso il proprio profilo Instagram, la seconda e terza formazione, composte dai giocatori classificatisi sul secondo e sul terzo gradino del podio dopo le votazioni dei giurati. Infine, dopo la registrazione di 140.425 voti da parte degli utenti nei giorni antecedenti la premiazione, è stato pubblicato il Dream Team scelto dagli internauti, con alcune differenze rispetto a quello scelto dai 140 giornalisti della giuria: Gianluigi Buffon, Andrea Pirlo e Zinédine Zidane hanno ottenuto un maggior numero di voti rispetto a Lev Jašin, Lothar Matthäus e Pelé, premiati dalla rivista francese.
| Ruolo              | Seconda formazione | Terza formazione | Formazione degli utenti |
| ------------------ | ------------------ | ---------------- | ----------------------- |
| Portiere           | Gianluigi Buffon   | Manuel Neuer     | Gianluigi Buffon        |
| Terzino destro     | Carlos Alberto     | Philipp Lahm     | Cafu                    |
| Difensore centrale | Franco Baresi      | Sergio Ramos     | Franz Beckenbauer       |
| Terzino sinistro   | Roberto Carlos     | Paul Breitner    | Paolo Maldini           |
| Cen. difensivo     | Andrea Pirlo       | Didi             | Xavi                    |
| Cen. difensivo     | Frank Rijkaard     | Johan Neeskens   | Andrea Pirlo            |
| Cen. offensivo     | Zinédine Zidane    | Michel Platini   | Diego Armando Maradona  |
| Cen. offensivo     | Alfredo Di Stéfano | Andrés Iniesta   | Zinédine Zidane         |
| Ala destra         | Garrincha          | George Best      | Lionel Messi            |
| Centravanti        | Johan Cruijff      | Marco van Basten | Ronaldo                 |
| Ala sinistra       | Ronaldinho         | Thierry Henry    | Cristiano Ronaldo       |

## Critiche
La decisione di France Football di non assegnare il Pallone d'oro nel 2020 ha diviso il mondo del calcio, con alcuni importanti esponenti che hanno compreso la decisione della rivista francese da un lato e dall'altro diversi addetti ai lavori che hanno protestato, considerando Robert Lewandowski meritevole del premio o anche auspicando un ritorno della formula nelle mani della FIFA.
Successivamente alla pubblicazione dei candidati, si sono levate molte voci di dissenso, che hanno lamentato l'esclusione di campioni assoluti come Oliver Kahn, Dani Alves, Javier Zanetti, Carles Puyol, Fernando Hierro, Alessandro Nesta, Frank Lampard, Paco Gento, Alessandro Del Piero, Raúl, Luis Suárez e degli altri vincitori del Pallone d'oro che non sono stati inseriti tra i candidati: Omar Sívori, Denis Law, Flórián Albert, Paolo Rossi, Allan Simonsen, Ihor Bjelanov, Jean-Pierre Papin, Michael Owen, Pavel Nedvěd, Andrij Ševčenko, Kaká, e Luka Modrić.
Dopo la proclamazione della formazione vincitrice, ha molto sorpreso l'esclusione di Johan Cruijff e Alfredo Di Stéfano, considerati universalmente tra i migliori calciatori di tutti i tempi e relegati alla seconda formazione.